# Кривова, Наталья Андреевна
Наталья Андреевна Кривова (девичья фамилия Ким; род. 1950) — советский и российский учёный-биолог, доктор биологических наук, профессор, действительный член Российской академии естественных наук (1996).
Автор более 90 научных работ а также нескольких патентов и авторских свидетельства на изобретения.

## Биография
Родилась 4 октября 1950 года в городе Нижний Тагил Свердловской области в семье учёных — Андрея Ивановича Кима и его жены — Нины Михайловны Кушиновой.
В 1972 году окончила Томский государственный университет (ТГУ), где училась на биолого-почвенном факультете. В 1972—1977 годах являлась аспирантом кафедры физиологии человека и животных биолого-почвенного факультета этого же вуза. С 1977 года работала младшим и старшим научным сотрудником, затем — заведующей лабораторией физиологии пищеварения и заместителем директора по научно-организационной работе. Кандидатскую диссертацию на тему «Желудочная секреция при дефиците кортикостероидов» защитила в 1982 году.
В 1994 году защитила докторскую диссертацию на тему «Механизмы образования и деградации надэпителиального слизистого слоя пищеварительного тракта» В 1998—2012 годах работала директором Научно-исследовательского института биологии и биофизики (НИИББ). Одновременно преподавала в Томском государственном университете, где с 2002 года была профессором кафедры природопользования геолого-географического факультета.
Область научных исследований Н. А. Кривовой — физиология пищеварения и эндоэкология. Подготовила трёх кандидатов наук. Являлась членом проблемной комиссии «Физиология пищеварения» Научного совета Российской Академии наук по физиологическим наукам с 2001 года. В настоящее время является ведущим научным сотрудником лаборатории экспериментальной физиологии НИИББ Томского государственного университета и членом Совета по защите диссертаций на соискание ученой степени кандидата наук и на соискание ученой степени доктора наук, созданного в 2020 году в Томском государственном университете на базе Института биологии, экологии, почвоведения, сельского и лесного хозяйства НИ ТГУ.
Удостоена званий «Почетный работник высшего профессионального образования РФ» (1998) и «Почетный работник науки и техники РФ». Награждена почетным знаком РАЕН «За заслуги в развитии науки и экономики» (1998) и медалью «За заслуги перед Томским государственным университетом» (1998).